# Canthon lituratus
Canthon lituratus е вид бръмбар от семейство Листороги бръмбари (Scarabaeidae). Видът не е застрашен от изчезване.

## Разпространение
Разпространен е в Аржентина (Буенос Айрес, Ентре Риос, Катамарка, Кордоба, Кориентес, Ла Риоха, Мисионес, Салта, Сан Салвадор де Хухуй, Санта Фе, Сантяго дел Естеро и Тукуман), Боливия, Бразилия (Амазонас, Баия, Гояс, Еспирито Санто, Мато Гросо, Мато Гросо до Сул, Пара, Параиба, Парана, Пернамбуко, Рио Гранди до Сул, Рио де Жанейро и Сао Пауло), Венецуела, Еквадор, Колумбия, Панама, Парагвай, Перу и Уругвай.